# Charles Péchin
Pour les articles homonymes, voir Péchin.
Charles Péchin, né le 22 juin 1871 à Dampierre-les-Bois (Doubs) et mort le 12 septembre 1949 à Valentigney (Doubs), est un homme politique français.

## Biographie
Charles Albert Péchin est le fils de Louis Frédéric Péchin, commis, et d'Amélie Beley. Médecin de profession, il est député (Fédération républicaine puis Alliance démocratique) de la Seine de 1928 à 1936 et sous-secrétaire d'État aux Travaux Publics et à la Marine marchande du 20 février au 3 juin 1932, dans le gouvernement André Tardieu (3). Cette même année, il est mis en cause dans l'affaire de la Banque commerciale de Bâle.

## Publications
- La Société des Nations contre le Japon, M. Brenner, 1933, 78 p.
- Nos amis les Serbes, M. Brenner, 1934, 103 p.
- Pourquoi le Japon bombarde-t-il Canton ?, Les Amis du Japon, 1938, 7 p.
- La France et les évènements d'Extrême Orient, ?, 1938, 8 p.

## Sources
1. ↑  « Acte de naissance », sur archives.doubs.fr (consulté le 1er octobre 2024), p. 261

- « Charles Péchin », dans le Dictionnaire des parlementaires français (1889-1940), sous la direction de Jean Jolly, PUF, 1960 [détail de l’édition]